# Nortorf
 Ikke at forveksle med Nortorf (Wilstermarsch).
Nortorf er en kommune og administrationsby i det nordlige Tyskland, beliggende i Amt Nortorfer Land i den sydøstlige del af Kreis Rendsburg-Eckernförde. Kreis Rendsburg-Eckernförde ligger i den centrale del af delstaten Slesvig-Holsten.

## Geografi
Nortorf ligger på den holstenske gest mellem Naturparkerne Westensee og Aukrug centralt i Region Mittelholstein (Midtholsten), i trekanten mellem byerne Neumünster, Rendsburg og Kiel, ved jernbanen Neumünster–Flensborg og i nærheden af Bundesautobahn 7 (Hamborg–Flensborg).
Det geografiske midtpunkt i Slesvig-Holsten (de) ligger i den nordlige del af kommunens område ved Thienbüttel på en lille højde 20,12 moh.)
Landesstraße 121 forbinder Nortorf med Hohenlockstedt.